# 氧化鈷鋰
氧化鈷鋰，也称钴酸锂，化学式为LiCoO2，是一種无机化合物，一般使用作鋰離子電池的正電極材料。LiCoO2的結構巳借助X光繞射、電子顯微鏡和中子粉末繞射等技術研究清楚。鋰原子層处於鈷和氧原子形成的正八面体的平板之间；这个结构与理论预测的结构相吻合。
氧化鈷鋰有毒，處理時需注意安全。